# Spilogona dasyops
Spilogona dasyops är en tvåvingeart som först beskrevs av Stein 1910.  Spilogona dasyops ingår i släktet Spilogona och familjen husflugor. Inga underarter finns listade i Catalogue of Life.